# 張固
張 固（ちょう こ、1395年 - 1456年）は、明代の官僚。字は公正。本貫は臨江府新喩県。

## 生涯
1395年（洪武28年）12月16日、張懐立の子として生まれた。1433年（宣徳8年）、進士に及第した。1438年（正統3年）、刑科給事中に任じられた。1446年（正統11年）、吏科給事中に転じた。1449年（正統14年）、英宗の命を受けて裕州の流民を安撫した。英宗が北征を計画すると、張固は同僚たちとともに上疏して諫めた。1450年（景泰元年）、給事中の李実が四川行都指揮使司に駐屯する大臣を置くよう求めると、張固は大理寺右少卿に転じ、建昌衛に駐屯した。1452年（景泰3年）、北京に召還され、大理寺の事務をつとめた。山東で反乱が起こると、張固は景泰帝の命を受けて討捕を監督した。山東では長雨による洪水被害のため、流民が道を塞いでいた。張固は振恤に尽力し、反乱軍を解散させた。1456年（景泰7年）8月癸丑、死去した。享年は62。
子に張黼があり、官は広西按察使まで上った。